# Aspicilia dudinensis
Aspicilia dudinensis är en lavart som först beskrevs av Hugo Magnusson och som fick sitt nu gällande namn av Alfred Oxner. 
Aspicilia dudinensis ingår i släktet Aspicilia, och familjen Megasporaceae. Arten är reproducerande i Sverige.